# 破傷風疫苗
破傷風疫苗（Tetanus vaccine），又稱破傷風類毒素（tetanus toxoid, TT）為一種用以對抗破傷風的疫苗。兒童時建議施打五劑並每隔十年追加一劑。施打三劑後幾乎所有人都已免疫。若受傷者接種破傷風疫苗已超過十年的，需在受傷後48小時內補接種。危險傷患的免疫不足，也建議接種破傷風解毒劑。孕婦需確認已經完整完整接種破傷風疫苗，可以避免新生兒破傷風
破傷風疫苗對於懷孕期間的婦女及HIV帶原者、愛滋病感染者而言，皆是相當安全的。約有25%至85%的人在施打後於注射部位感到紅腫及疼痛。而發燒、倦怠和輕微的肌肉痠痛等症狀，只會在不到百分之一的施打者身上出現。至於嚴重的過敏反應發生率，則低於十萬分之一。
有許多的混合疫苗中有包括破傷風，像百日咳白喉破伤风三联疫苗（DPT）有包括白喉疫苗及百日咳疫苗，還可分為DTaP（白喉、破傷風、非細胞性百日咳疫苗）及Tdap（減量破傷風白喉非細胞性百日咳混合疫苗），而DT疫苗及Td疫苗（破傷風、減量白喉混合疫苗）有包括破傷風疫苗及白喉疫苗。DTaP疫苗和DT疫苗是給七歲以下的幼兒，而Tdap及Td疫苗是給七歲及七歲以上的兒童。其中d和p的小寫表示其對應疫苗是減量的。
破傷風疫苗在1940年時於美國問世。注射此疫苗可使得罹患破傷風的機率降低約95%。它是世界衛生組織基本藥物標準清單的其中之一，意即在基本醫療衛生制度裡非常需要、也相當重要的一項藥物。它每劑的批發成本是在0.17至0.65美元間，而2014年時於美國施打此疫苗則約需花費25至50美元。